# 마쓰다이라 노부나가
마쓰다이라 노부나가(일본어: 松平信長, 1503년 ~ 1551년 7월 21일)는 센고쿠 시대의 무장이다. 마쓰다이라 모토무네의 아들로, 고이 마쓰다이라 가 제3대 당주이다. 아들에는 다다쓰구가 있다.
마쓰다이라 종가 제8대 당주이자 도쿠가와 이에야스의 아버지인 마쓰다이라 히로타다가, 1535년(덴분 4년) 일족이자 사쿠라이 마쓰다이라 가의 초대 당주인 마쓰다이라 노부사다에 의해 오카자키성을 벗어났을 때, 영지를 버리고 히로타다와 이세로 도망쳐, 1537년(덴분 6년) 히로타다가 다시 오카자키 성주로 복귀하기까지 충절을 다했다. 1551년(덴분 20년), 49세로 죽었다. 장지는 아이치현 가마고리시 고이(五井)의 죠센지(長泉寺)이다.
| 전임 마쓰다이라 모토무네 | 제3대 고이 마쓰다이라가 당주 | 후임 마쓰다이라 다다쓰구 |